# Clear Lake (Iowa)
Clear Lake település Iowa államban, az Amerikai Egyesült Államokban. Lakosainak száma 2010-ben 7777 volt.

## Népesség
| 2010 | 7 777 |
| 2020 | 7 687 |

## Híres események
A város külterületén halt meg repülőgép-balesetben Buddy Holly, Ritchie Valens és The Big Bopper énekesek.

## Népesség
| 2010 | 7 777 |
| 2020 | 7 687 |